# Synaleurodicus hakeae
Synaleurodicus hakeae là một loài côn trùng cánh nửa trong họ Aleyrodidae, phân họ Aleurodicinae.
Synaleurodicus hakeae được Solomon miêu tả khoa học đầu tiên năm 1935.